# The Nashville Teens
The Nashville Teens je britská popová skupina. Ačkoliv mají v názvu Nashville, nepocházejí z USA, ale z Velké Británie.
Vznikli v roce 1962 spojením dvou lokálních kapel v oblasti Weybridge, Surrey. Skupina byla neobvyklá, protože měla dva sólové zpěváky, Raye Phillipse a Arthura Sharpa. Název byl vytvořen podle písně Everly Brothers "Nashville Blues".
V roce 1964 nahráli píseň Loudermilka "Tobacco Road", která vystoupala v hudebním žebříčku na 6. místo ve Velké Británii a 14. v USA.

## Obsazení
- Arthur Sharp – sólový zpěv
- John Hawken – klávesy
- Barry Jenkins – bicí nástroje
- Ray Phillips – bass a zpěv
- John Allen – kytara
- Pete Shannon – kytara

## Diskografie

### Singly
- "Tobacco Road"/"I Like It Like That" (1964) – # 6 (UK Singles Chart), # 14 (Billboard Hot 100)
- "Google Eye"/"T.N.T." (1964) – # 10 (UK) # 117 (US)
- "Find My Way Back Home"/"Devil In Law" (1965) – # 34 (UK)
- "The Little Bird"/"Whatcha Gonna Do" (1965)[14] – # 38 (UK) # 123 (US)
- "I Know How It Feels To Be Loved"/"Soon Forgotten" (1965)
- "The Hard Way"/"Upside Down" (1966) – # 45 (UK)
- "Forbidden Fruit"/"Revived 45 Time" (1966)
- "That's My Woman"/"Words" (1967)
- "I'm Coming Home"/"Searching" (1967)
- "The Biggest Night of Her Life"/"Last Minute" (1967)
- "All Along the Watchtower"/"Sun Dog" (1968)
- "The Lament of the Cherokee Reservation Indian"/"Looking For You" (1969)
- "Ella James"/"Tennessee Woman" (1971)
- "You Shouldn't Have Been So Nice"/"Tell The People" (1972, never released)

### EP
- The Nashville Teens: "How Deep Is the Ocean", "I Need You Baby (Mona)", "Parchman Farm", "Bread and Butter Man" (1964)

### LP alba
- Tobacco Road (released in the US and Canada, 1964):
  - "Tobacco Road", "I Need You Baby (Mona)", "Need You", "Bread and Butter Man", "Hurting Inside", "Hootchie Kootchie Man", "Google Eye", "Too Much", "Parchman Farm", "I Like It Like That", "How Deep Is the Ocean", "La Bamba"
- Nashville Teens (1972):
  - "The Biggest Night of Her Life", "Let It Rock/Rocking on the Railroad", "I’m a Lonely One", "Chantilly Lace", "Day and Night", "Ex Kay on LX", "Widdicombe Fair", "All Along the Watchtower", "Lawdy Miss Clawdy", "Tobacco Road", "The Little Bird", "Break Up", "Sun Dog", "I’m Coming Home"

### CD samply
- The Best of the Nashville Teens 1964-1969 (1993):

"Tobacco Road", "I Need You Baby (Mona)", "T.N.T.", "Parchman Farm", "Need You", "La Bamba", "Bread and Butter Man", "Google Eye", "Hootchie Kootchie Man", "How Deep Is the Ocean", "Find My Way Back Home", "Devil-in-Law", "Too Much", "Hurtin’ Inside", "I Like It Like That", "Searching", "Soon Forgotten", "The Little Bird", "I’m Coming Home", "The Hard Way", "Words", "That’s My Woman", "The Lament of the Cherokee Reservation Indian", "Looking For You"
- Tobacco Road (produced in Germany, 2000):

"Tobacco Road"; "I Need You Baby (Mona)", "Need You", "Bread and Butter Man", "Hurtin’ Inside", "Hootchie Kootchie Man", "Google Eye", "Too Much", "Parchman Farm",[16] "I Like It Like That", "How Deep Is the Ocean", "La Bamba", "T.N.T.", "Devil-in-Law", "Find My Way Back Home", "Whatcha Gonna Do", "I Know How It Feels to Be Loved", "Upside Down", "Forbidden Fruit", "Revived 45 Time", "That’s My Woman", "I’m Coming Home", "The Biggest Night of Her Life", "Last Minute", "All Along the Watchtower", "Sun Dog", "Poor Boy",[17] "Ella James", "Tennessee Woman"
- Rockin’ Back To Tobacco Road (2007):[18]

"Let It Rock/Rocking on the Railroad", "I’m a Lonely One", "Chantilly Lace", "Break Up", "Tobacco Road", "Widdicombe Fair", "Lawdy Miss Clawdy", "Ex Kay on LX", "The Biggest Night of Her Life", "Last Minute", "All Along the Watchtower", "Sun Dog", "Hitch Hike", "The Little Bird", "Widdicombe Fair" (alternate version), "The Lament of the Cherokee Reservation Indian", "Train Keeps a-Rollin’", "Tennessee Woman", "Fishhead", "New York Mining Disaster", "Half Breed", "Day and Night"